# Quadrilátero de Lambert

Um quadrilátero de Lambert.

Em geometria, um quadrilátero de Lambert, nomeado após Johann Heinrich Lambert, é um quadrilátero em que três de seus ãngulos dão retos. Historicamente, o quarto ângulo de um quadrilátero de Lambert era de grande interesse uma vez que se pudesse ser mostrado como sendo um ângulo reto, então o postulado das paralelas Euclidiano poderia ser provado como um teorema. Sabe-se agora que o tipo de quarto ângulo depende da geometria em que o quadrilátero "vive". Em geometria hiperbólica o quarto ângulo é agudo, na geometria euclidiana é um ângulo reto e em geometria elíptica é um ângulo obtuso.
Um quadrilátero de Lambert pode ser construído de uma quadrilátero de Saccheri por unir-se os pontos médios da base e do ápice do quadrilátero de Saccheri. Este segmento de linha é perpendicular tanto a base e ao ápice e então metade do quadrilátero de Saccheri é um quadrilátero de Lambert.